# Artikel 98 van de Belgische Grondwet
Artikel 98 van de Belgische grondwet is het grondwetsartikel dat de leden van de Belgische koninklijke familie uitsluit om minister of staatssecretaris te worden binnen de Belgische federale regering.

## Tekst
Geen lid van de koninklijke familie kan minister zijn.
— Artikel 98 van de Belgische Grondwet.

## Commentaar
Het artikel werd onder artikel 87 opgenomen in de grondwet die werd aangenomen op 7 februari 1831. De officiële tekst was: "Aucun membre de la famille royale ne peut être ministre." En werd sindsdien niet meer gewijzigd. Het artikel heeft als doel om de constitutionele monarchie en de parlementaire democratie te bevestigen.
Samen met artikel 97 en artikel 99 die de nationaliteitsvoorwaarde oplegt, het maximale aantal ministers en de taalpariteit vastlegt zijn dit de voorwaarden waaraan een federale regering dient te voldoen volgens de grondwet. Door de verwijzing van artikel 104 naar deze voorwaarde geldt dit ook voor staatssecretarissen.
Na de coördinatie van de grondwet in 1994 kreeg dit artikel nummer 98 toegewezen.